# Karel de Rooij
Karel de Rooij (Den Haag, 18 juli 1946) is een Nederlands kleinkunstenaar. Hij is vooral bekend als Mini uit het cabaretduo Mini & Maxi. Jazzpianist Nick de Rooij was zijn vader, violist Mimi de Rooij - Das van Grol zijn moeder en orkestleider Karel Das van Grol zijn grootvader.

## Levensloop
De Rooij is al sinds zijn vijfde bezig met theater. Hij studeerde een klassieke muziekopleiding en speelde trombone en viool. Zijn muzikale kwaliteiten hielpen hem in 1967 door een auditie bij Tom Manders. In de groep jonge talenten die werd gerekruteerd door Dorus zat ook Peter de Jong, met wie hij in 1969 Mini & Maxi zou vormen.
De Rooij en De Jong vergaarden in de jaren zeventig langzaam bekendheid door een groot aantal muzikale en komische televisie-optredens. In 1982 kwamen ze voor het eerst met een avondvullende variétéshow: Sprakeloos. In 1987 is het duo winnaar van de Zilveren Roos van Montreux met de televisieproductie "Het Concert". 
Mini & Maxi braken ook internationaal door. Vooral in Duitssprekende landen was het duo populair. Ook traden ze op in onder andere de Verenigde Staten, Rusland en Taiwan. Met verschillende producties werd tot 2003 in de Nederlandse theaters opgetreden. In dat jaar werd de samenwerking voorlopig beëindigd wegens gezondheidsproblemen van De Jong. Ze stonden in 2004 en 2005 op het podium met een enscenering van Wachten op Godot van de schrijver Samuel Beckett door het Nationale Toneel. Het tweede jaar was het zelfs een 'Topstuk'. Na Wachten op Godot, zijn ze in 2006 wederom samen het podium opgegaan, nu met een enscenering van The Sunshine Boys, een tragikomedie over een variétéduo dat na jaren ruzie probeert nog één keer samen op te treden en in 2009 in De ingebeelde zieke van Molière door De Utrechtse Spelen. In 2010 speelden ze mee in het ballet Don Quichot door Het Nationale Ballet als Don Quichot en knecht Sancho Panza. In 2013 ontvingen ze de Blijvend applaus prijs; enigszins voorbarig, zo bleek, want in 2015 kwamen ze toch terug met hun nieuwe voorstelling NU!.
Op 2 oktober 1999 werd De Rooij samen met De Jong benoemd tot Ridder in de Orde van de Nederlandse Leeuw.
De Rooij geeft tegenwoordig regieadviezen aan onder andere de Haagse slagwerkgroep Percossa, de groep Släpstick, maar ook aan artiesten als Ellen ten Damme en Tania Kross bij tournees en incidentele programma's. Met de stichting Scala aan Zee stimuleert hij jonge (variété)artiesten. Met regelmaat organiseert hij samen met hen voorstellingen in bijvoorbeeld het Haagse theater De Nieuwe Regentes of De Lourdeskerk. 